# 志津村 (滋賀県)
志津村（しづむら）は、滋賀県栗太郡にあった村。現在の草津市の南東端にあたる。

## 地理
- 河川：草津川、美濃郷川、菖蒲谷川

## 歴史
- 1889年（明治22年）4月1日 - 町村制の施行により、馬場村・山寺村・岡本村・部田村・追分村の区域をもって発足。
- 1954年（昭和29年）10月15日 - 草津町・笠縫村・老上村・山田村・常盤村と合併して草津市が発足。同日志津村廃止。

## 交通

### 鉄道路線
現在は旧村域を東海道新幹線が通過するが、当時は未開業。

### 道路
現在は旧村域に名神高速道路の草津バスストップ（休止中）が所在するが、当時は未開通。